# 二村麻美
二村 麻美（ふたむら　あさみ、10月28日 - ） は、モデル事務所「サティスファクション」名古屋オフィス所属のタレントである。
本名、二村麻美。愛知県名古屋市出身。身長168cm。血液型Ｏ型。

## 略歴・人物
- 愛知県名古屋市立御田中学校時代に剣道部に所属。
- 愛知県立松蔭高等学校卒業。

## 出演作

### TV
- NHK ドラマ金とく「みちくさ」2006年7月21日、28日
- 東海テレビ　 ぴーかんテレビ「特集：もしもあの歌がなかったら・・・～ユーミン編～（「海を見ていた午後」エピソード再現ドラマ）」2007年6月19日
- 東海テレビ　 ぴーかんテレビ「特集：ぴーかんどっちが委員会　 トンデモ嫁編（ケースその1　ヘリクツ嫁の本音）」2007年7月20日
- NHK 土曜ドラマ　刑事の現場「第4話 バスジャック」2008年3月29日
- 東海テレビ　 ぴーかんテレビ「特集：P-1グランプリ2　グランプリファイナル2008　エントリーNO.4　未知なる生物夫」2008年12月26日

### ケーブルテレビ
- ひまわりネットワーク株式会社　「みよしTODAY」　みよし散歩道　2010年3月22日～
- 株式会社ＩＣＣ　「I LOVE いちのみや」　2010年4月19日～

### ラジオ
- NHK-FM　FMシアター「50歳の旅立ち」2007年1月20日（土曜日）22:00-22:50
- メディアスエフエム パーティルーム834 2009年10月5日～2011年3月28日　月曜担当　17：00～20：00

### 演劇
- 「春、舞い降りる空」2004年2月14日　熱田文化小劇場
- 「月ヶ丘ウェディフェネパレス」2007年10月12日～14日　千種文化小劇場

### ドラマリーディング
- 「声のたまご日和」

### その他
- ブライダルフェアーモデル
- DJ Station 高鷲スノーパーク　ゲレンデナビゲーター 2009年1月4日～2010年3月4日
- 名古屋モーターショー　NEXCO中日本ブース　2011年12月22日～25日 ポートメッセなごや
- 名古屋競馬場パドック情報
- 笠松競馬場パドック情報